# Пресс-клуб
«Пресс-клуб» — первая телепрограмма АТВ. Выходила на советском, а затем на российском телевидении (на разных каналах) с 29 сентября 1989 по 23 декабря 2002 года. Жанр — ток-шоу.
«Телевизионный клуб, в котором встречаются и общаются представители прессы» — описание концепции на сайте компании-производителя. Проект называется «едва ли не самой громкой ТВ-передачей перестроечного времени. В эфире кипели такие страсти, что мягкая интеллигентная ведущая Кира Прошутинская не могла сдержать эмоций спорщиков».

## История программы
Программа появилась в 1989 году. Её придумала руководитель отдела публицистики Главной редакции программ для молодёжи ЦТ СССР Кира Прошутинская как альтернативу информационным программам, в частности, набирающему популярность «Взгляду»:

Создатели АТВ — Кира Прошутинская, режиссёр известных телепрограмм «От всей души», «А ну-ка, девушки!», «Мир и молодёжь», «12-й этаж» и «Взгляд», и её муж Анатолий Малкин — ждали выхода в эфир своей первой передачи почти год. «Пресс-клуб», придуманный как свободная дискуссия о просмотренных в студии актуальных телесюжетах, явно опережал время. Но после многодневного съездовского ток-шоу в прямом эфире программа обречена на успех. Острота дискуссий обеспечивается подбором гостей-участников, среди которых известные публицисты, авторы модных и нашумевших публикаций, одиозные политические и культурные персонажи, прочие острословы и возмутители общественного спокойствия. Прошутинская, в любых ситуациях сохраняя имидж интеллигентной хозяйки светского салона, в котором никто не должен быть обижен невниманием и каждый имеет право на полноту высказывания, уверенно дирижирует любой из затеянных дискуссий, не допуская «выхода из берегов» и принуждая всех держаться в рамках жанра. Из первых передач без ведома авторов топорно вырезают наиболее щекотливые эпизоды, что лишь усиливает зрительский интерес к «Пресс-клубу».

Изначально передача выходила раз в один месяц. В 1990 году в её рамках опробован проект «Глас народа» (более известное название — «Будка гласности»): любой зритель, зайдя в установленную на улице будку, мог сказать в эфир всё, что заблагорассудится. Проект был вскоре закрыт ввиду ухода его автора Ивана Кононова на 4-й канал Останкино.
Восемь лет площадкой программы была Первая программа ЦТ (с 1992 — 1-й канал Останкино, с 1995 — ОРТ). В декабре 1997 года «Пресс-клуб» был закрыт руководством ОРТ в связи с его устаревшим форматом, низкими рейтингами и (по свидетельству Ирины Петровской) постепенным переходом канала в сторону увеличения и без того многочисленных развлекательных программ.

 
А „Пресс-клуб“ закрывают. По версии ОРТ, нет рейтинга, программа себя изжила. <…> Нет, решительно не вписывается такой „Пресс-клуб“ в идеологию канала, где разыгрывают килограммы золота, угадывают мелодии и животных, …в идеологию бульварного телевидения, где зрителя развлекают и отвлекают, а вовсе не просвещают и не приобщают к серьёзным размышлениям…

При этом ведущая передачи Кира Прошутинская считает, что проект был убран с ОРТ в связи с конфликтом независимых телепроизводителей, в том числе и АТВ, с владельцем канала Борисом Березовским, а также из-за прекращения поступления денег от канала за уже выпущенные выпуски.
В книге «Красная дюжина. Крах СССР: они были против» утверждается, что первое публичное употребление слова «журналюга» зафиксировано в эфире программы «Пресс-клуб» (в 1993 году, в выпуске о членах ГКЧП) во время полемики между Александром Градским и Кирой Прошутинской.
С 1998 года в течение 10 месяцев передача выходила на канале «ТВ Центр», но уже не в прямом эфире.
На канале РТР проект выходил в эфир в 2000—2002 годах.
Последний выпуск вышел 23 декабря 2002 года на канале REN-TV. Высказывалось мнение, что «аудитория стала отбираться по принципу brain-control и передача умерла».
В 2007 году ведущая, для которой эта передача была «звёздной», на вопрос «Скажите, когда же наконец вернется в эфир „Пресс-клуб“?» ответила:
Мы бы с удовольствием его вернули, если бы была такая возможность. Но АТВ — канал-производитель, каналы-вещатели нам его не заказывают… Мы знаем, когда передача устаревает, и знаем, когда она закрывается раньше времени. «Пресс-клуб» — не устаревший формат. Тем более что издания стали столь полярны — следовательно, конфликт интересов, разнообразие точек зрения. Все это было бы интересно смотреть на экране, если бы у АТВ был свой канал!
Годом ранее та же Кира Прошутинская утверждала:
Она (передача) очень нужна, и это все ощущают, потому что нет площадки для полифоничного разговора на хорошем уровне.

## Новая версия
С 16 апреля 2010 года по 10 июня 2011 года на телеканале «Культура» (по пятницам в 22:35) выходила новая версия программы под названием «Пресс-клуб XXI».

## Ведущие
- Кира Прошутинская[20]
- Павел Веденяпин[21]
- Андрей Максимов
- Ирина Петровская[22][23]
- Валерий Комиссаров
- Игорь Угольников
- Иван Кононов
- Александр Кабаков[24]